# Alice Harris
Alice Carmichael Harris (Columbus, 23 novembre 1947) è una linguista statunitense specializzata in linguistica storica.
Si è occupata di lingue caucasiche, in particolare del ceppo meridionale e di quello nordorientale (lingue bats e udi). Dal 2009 è docente di linguistica presso la University of Massachusetts Amherst.

## Ricerca
Dimostrando un interesse precoce per "gli aspetti sistematici, quasi matematici delle lingue", durante la scuola di specializzazione la Harris intraprende lo studio dell'ergatività e, più in particolare, della lingua georgiana. È stata tra i primi cittadini statunitensi ad essere autorizzati a condurre ricerche nella Repubblica di Georgia, quando questa faceva ancora parte dell'Unione Sovietica. Ha continuato a lavorare nella regione, concentrandosi su varie caratteristiche del georgiano, del laz, dello svan, del mengrelio, dell'udi e del bats.
Ha espresso un forte interesse per la salvaguardia delle lingue in pericolo di estinzione. Ha giocato un ruolo fondamentale nell'istituzione del Documenting Endangered Languages Program (DEL), un programma di finanziamenti per lo studio delle lingue a rischio a opera della National Science Foundation.

## Carriera universitaria
Ha conseguito il dottorato in linguistica all'università di Harvard nel 1976, dopo aver studiato al Randolph-Macon Woman's College, all'università di Glasgow e all'università dell'Essex.
Ha insegnato alla Vanderbilt University tra il 1979 e il 2002; tra il 1993 e il 2002 è stata direttrice del dipartimento di lingue germaniche e slave dello stesso istituto. È stata docente di linguistica alla Stony Brook University tra il 2002 e il 2009, prima di ricevere un incarico alla University of Massachusetts Amherst nel 2009.

## Riconoscimenti
- Nel 1998 il libro Historical Syntax in Cross-Linguistic Perspective, scritto nel 1995 in collaborazione con Lyle Campbell, vince il premio Leonard Bloomfield, assegnato dalla Linguistic Society of America (LSA).[5] Si tratta di un premio conferito ogni due anni a un'opera che ha contribuito in maniera straordinaria alla comprensione delle lingue e della linguistica.
- Nel 2009 Harris vince una Guggenheim Fellowship.[2]
- È stata la presidente della Linguistic Society of America nel 2016.[6]
- Nel luglio 2020 è stata eletta membro della British Academy.[7]

## Pubblicazioni
- 1981. Georgian Syntax: A Study in Relational Grammar. Cambridge: Cambridge University Press.
- 1982. "Georgian and the unaccusative hypothesis." Language.
- 1985. Diachronic Syntax: The Kartvelian Case (Syntax and Semantics, 18). New York: Academic Press.
- 1991. "Mingrelian." The indigenous languages of the Caucasus. Volume 1: The Kartvelian languages, 313–394. Delmar, New York: Caravan Books.
- 1995. Alice C. Harris and Lyle Campbell. Historical Syntax in Cross-Linguistic Perspective. Cambridge University Press. [Leonard Bloomfield Book Award 1998. Traduzione cinese pubblicata nel 2007.]
- 2000. "Where in the word is the Udi clitic?" Language.
- 2002. Endoclitics and the Origins of Udi Morphosyntax. Oxford: Oxford University Press.
- 2003. "Cross-linguistic Perspectives on linguistic change." The Handbook of Historical Linguistics.
- 2008. "Reconstruction in syntax: reconstruction of patterns." Principles of syntactic reconstruction. G. Ferraresi, and M. Goldbach, eds. John Benjamins.